# Verlierer (Lied)
Verlierer ist ein deutschsprachiges Lied der deutschen Sängerin Luna. Die Veröffentlichung erfolgte am 27. November 2020 über Four Music/Treppenhaus und ist Teil der gleichnamigen EP.

## Hintergrund
Luna veröffentlichte auf dem Videoportal TikTok eine 50-sekündige Piano-Version von ihrem eigenen Song Verlierer. Etliche bekannte Musiker, wie Nico Santos, Fynn Kliemann, Julien Bam, die Lochis und Lea wurden auf das Video und den Song von Luna aufmerksam.

„Luna ist für mich die musikalische Neuentdeckung 2020. 'Verlierer' ist einer der krassesten Songs!“

Im Anschluss wurde Luna von der Musikerin Lea in ihrem Label unter Vertrag genommen. Nach dem Plattenvertrag mit dem Musiklabel Four Music/Treppenhaus, einer Tochtergesellschaft von Sony Music Entertainment, beendete sie ihren Song und veröffentlichte ihn offiziell am 27. November 2020. Die Bravo interpretiert den Popsong Verlierer, er handele thematisch vom Ende einer „toxischen Beziehung“. Mit ihrem Song setzt sich die lesbische Luna nach eigenen Angaben für die LGBTQ-Community ein und schaffte damit ihren Durchbruch. Innerhalb der ersten 24 Stunden erhielt das Musikvideo zu „Verlierer“ auf dem Videoportal YouTube mehr als 170.000 Abrufe und die dritte Trendplazierung. Am 4. Dezember 2020 stieg die Single auf Platz drei hinter Wham! und Mariah Carey der deutschen Singlecharts ein. Am 25. Dezember 2020 wurde als Dankeschön der Platz 3 Chartplatzierung eine Live Akustikversion des Songs ebenfalls bei dem Label Four Music veröffentlicht. Bis August 2021 verzeichnet das Musikvideo auf YouTube über acht Millionen Abrufe. Im März erschien bei MDR SPUTNIK ebenfalls eine Live Akustik Version. Puls Musik drehte im selben Monat noch eine 16-minütige Reportage über sie. Am 26. Juli 2021 präsentierte sie ihren Song Verlierer zusammen mit Lea bei einem Picknick-Konzert im Paderborner Stadtteil Schloß Neuhaus.

## Rezeption

### Charts und Chartplatzierungen
Verlierer erreichte in Deutschland Rang drei der Singlecharts und platzierte sich zwei Wochen in den Top 10 sowie 16 Wochen in den Top 100. In Österreich erreichte das Lied Rang 27 und platzierte sich elf Wochen in den Charts. In der Schweiz platzierte sich die Single fünf Wochen in den Top 100 und erreichte mit Rang 57 seine beste Platzierung. 2021 platzierte sich Verlierer auf Rang 89 der deutschen Single-Jahrescharts. Luna erreichte hiermit erstmals die offiziellen Charts in allen drei Ländern.
| ChartsChartplatzierungen | Höchstplatzierung | Wochen |
| ------------------------ | ----------------- | ------ |
| Deutschland (GfK)        | 3 (16 Wo.)        | 16     |
| Österreich (Ö3)          | 27 (11 Wo.)       | 11     |
| Schweiz (IFPI)           | 57 (5 Wo.)        | 5      |

| ChartsJahrescharts (2021) | Platzierung |
| ------------------------- | ----------- |
| Deutschland (GfK)         | 89          |

### Auszeichnungen für Musikverkäufe
In Österreich erreichte die Single mit über 15.000 verkauften Einheiten eine Goldene Schallplatte vom Verband der Österreichischen Musikwirtschaft. Im November 2021 folgte eine Goldene Schallplatte in Deutschland für über 200.000 verkaufte Einheiten.

| Land/Region        | Auszeichnungen für Musikverkäufe (Land/Region, Auszeichnung, Verkäufe) | Verkäufe |
| ------------------ | ---------------------------------------------------------------------- | -------- |
| Deutschland (BVMI) | Gold                                                                   | 200.000  |
| Österreich (IFPI)  | Gold                                                                   | 15.000   |
| Schweiz (IFPI)     | Gold                                                                   | 10.000   |
| Insgesamt          | 3× Gold ·                                                              | 225.000  |